# Château de la Hunaudaye

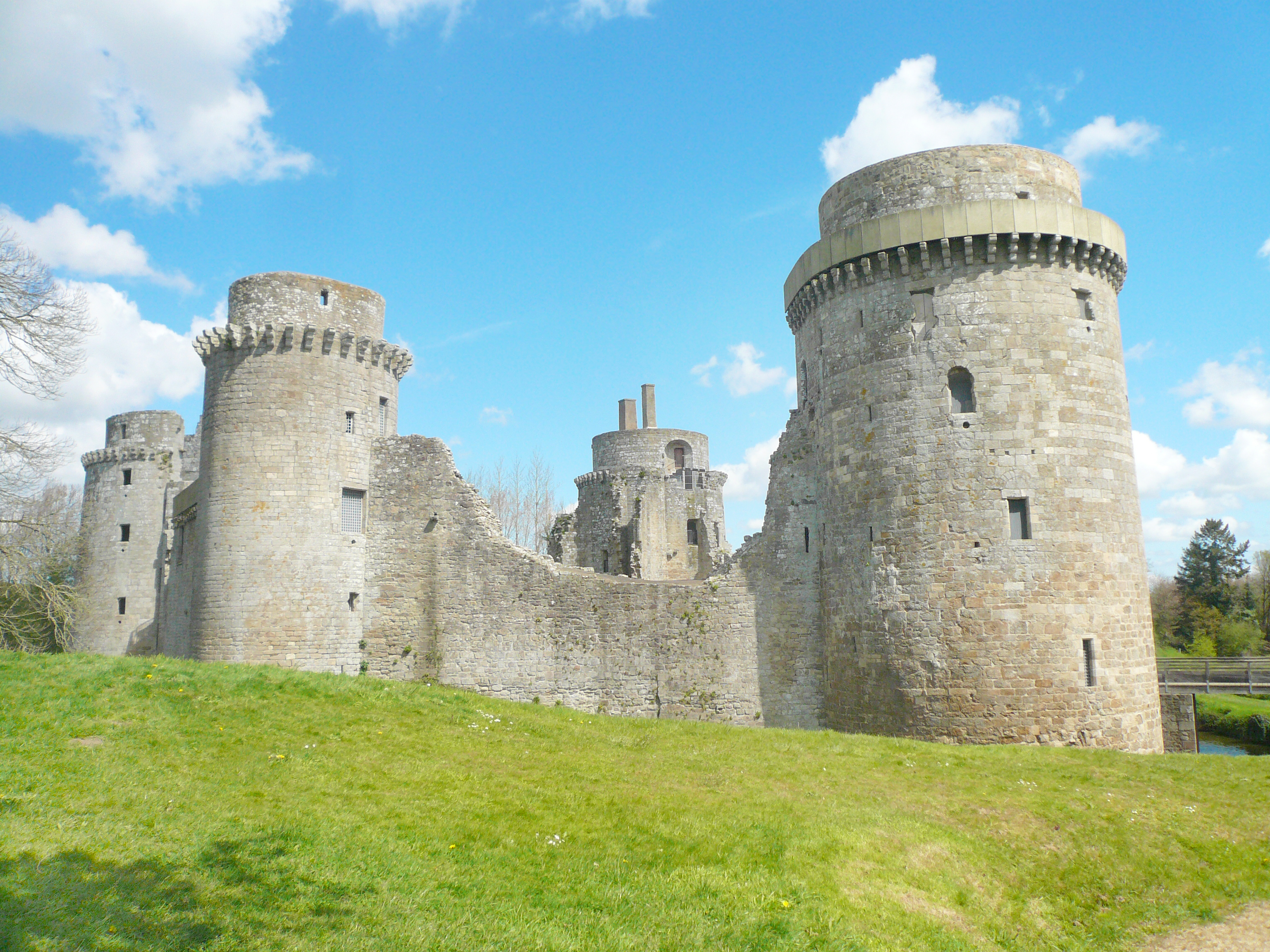

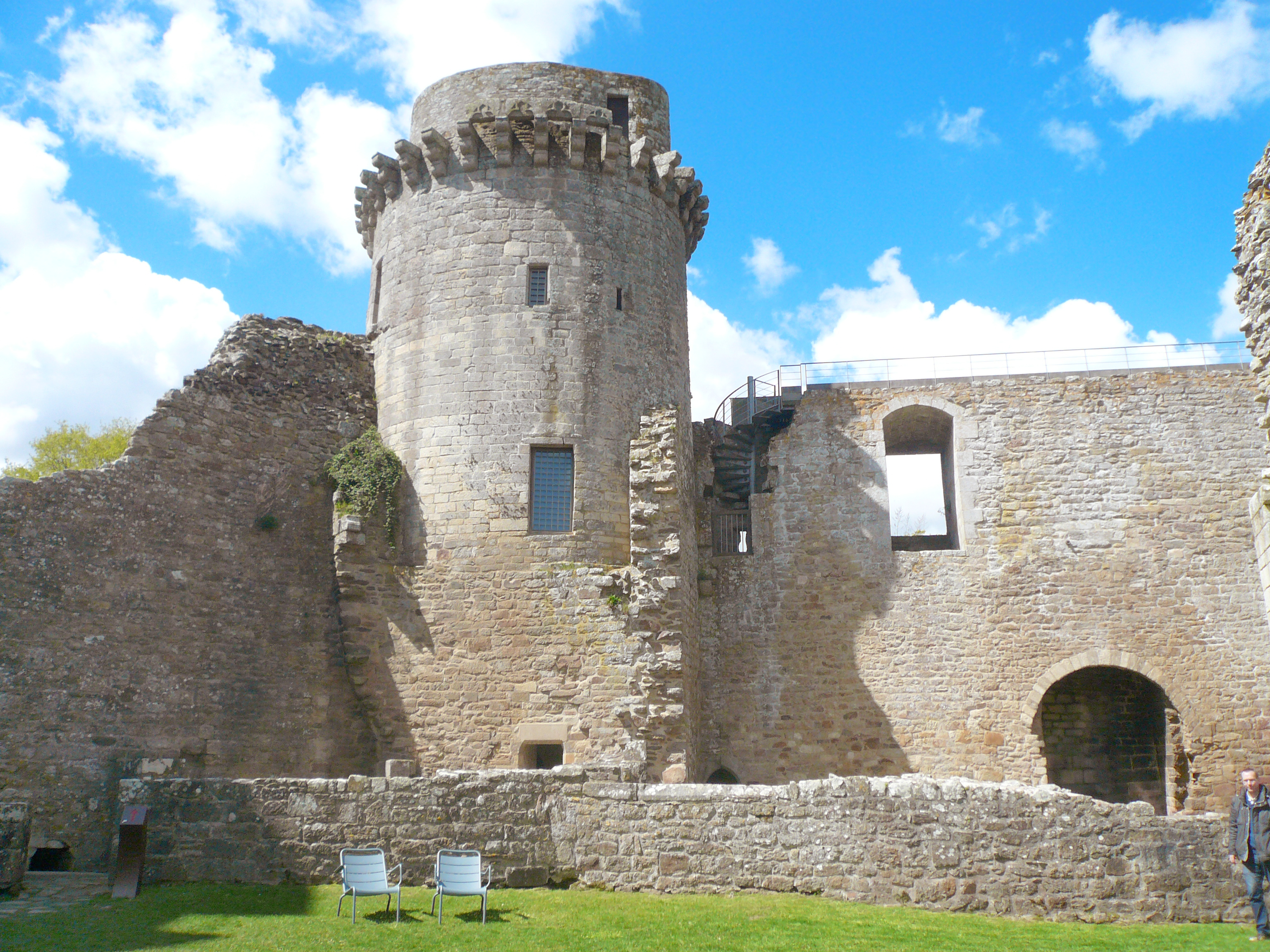

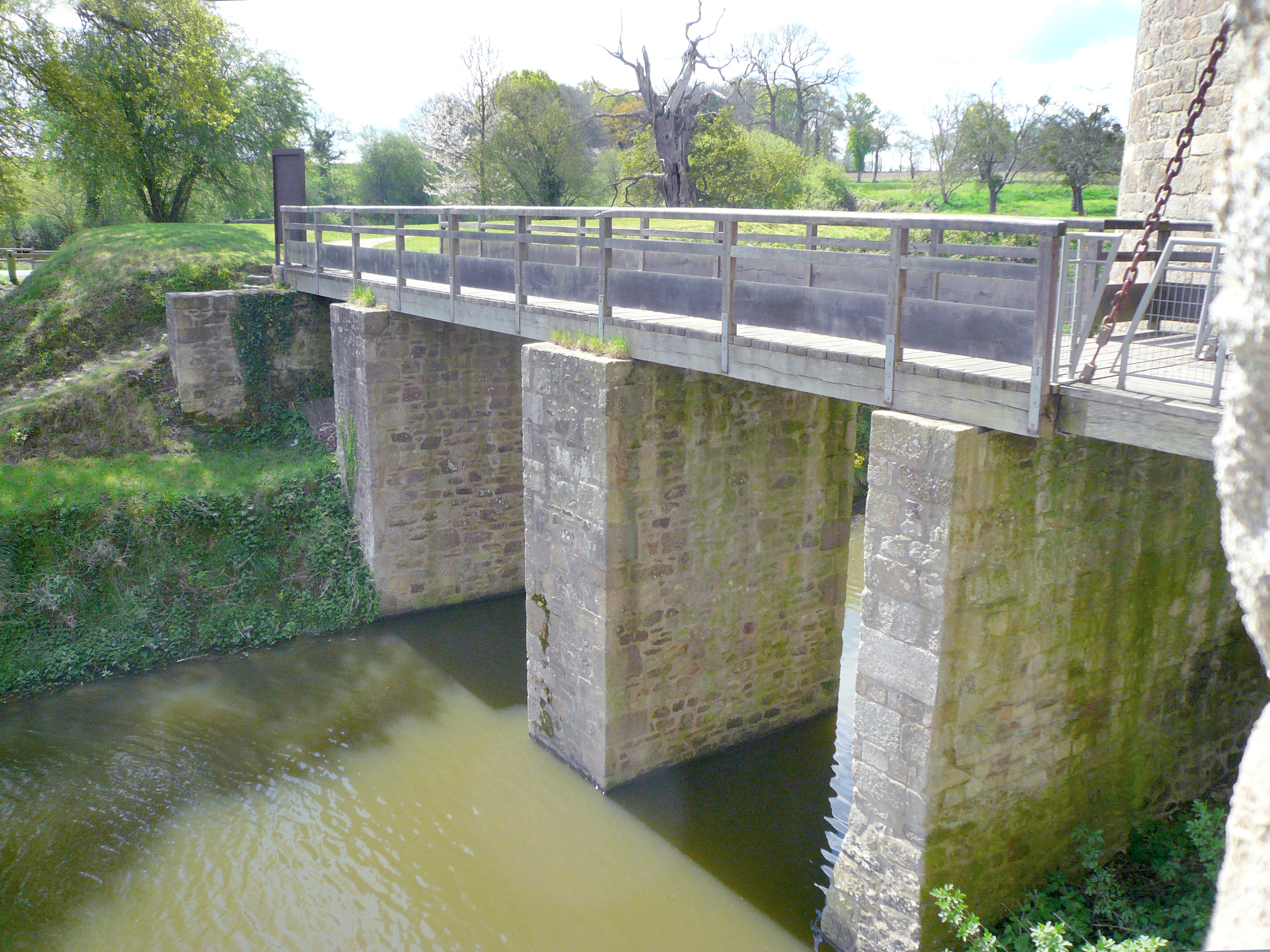

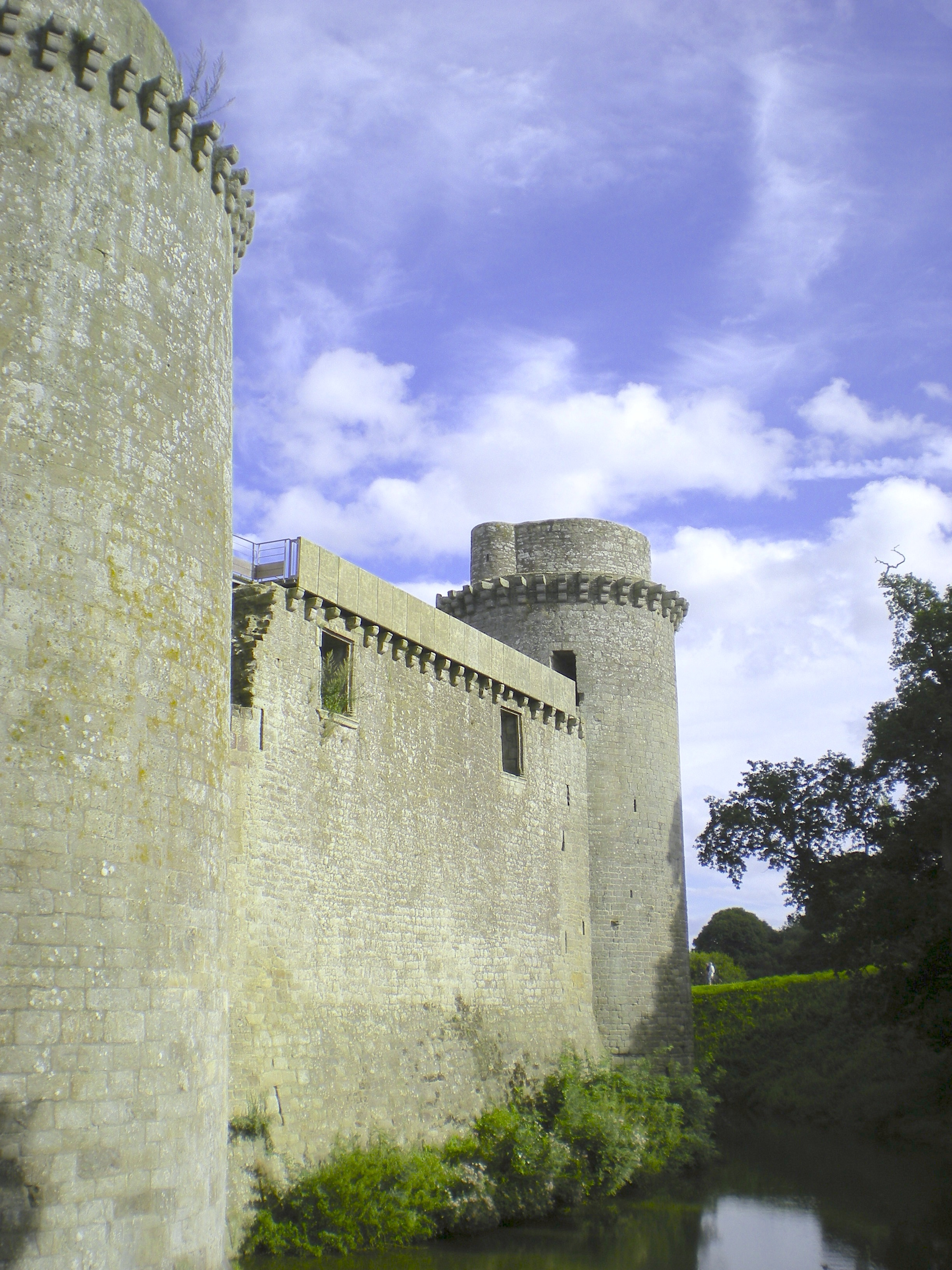

Le château de la Hunaudaye, construit une première fois au XIIIe siècle et reconstruit aux XVe et XVIe siècles, est situé sur le territoire de la commune française de Plédéliac, dans les Côtes-d'Armor, en Bretagne. Il est classé au titre des monuments historiques depuis février 1922 et novembre 1930.

## Géographie

### Situation
Le château de la Hunaudaye est situé sur la rive droite du Ruisseau de la Hunaudaye, un affluent de rive gauche de l'Arguenon. Il est situé au sud de la forêt de la Hunaudaye.

### La forêt de la Hunaudaye

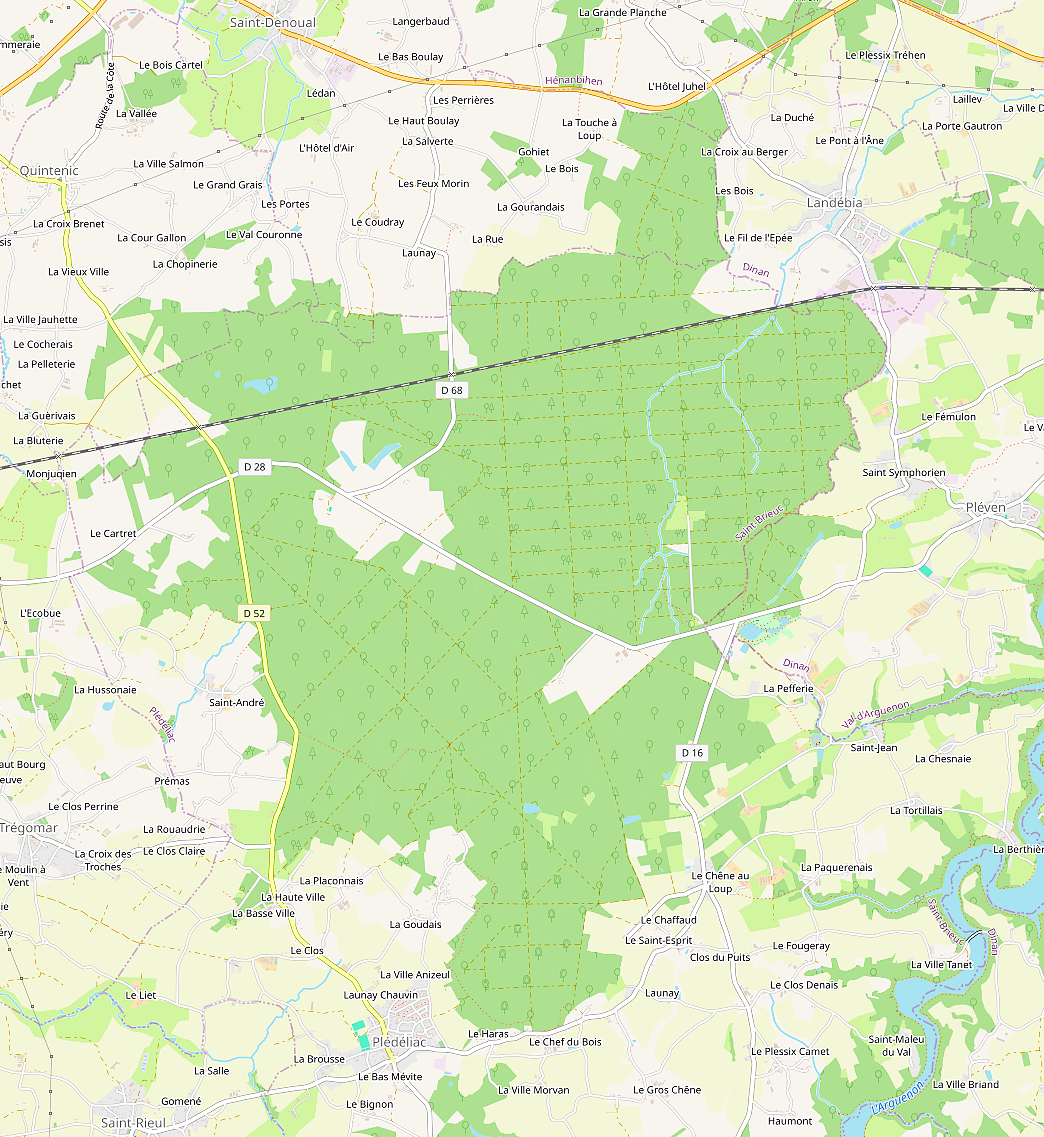
Carte de la forêt de la Hunaudaye (Openstreetmap).

La forêt de la Hunaudaye, appelée "forêt de Lanmur" au XIIIe siècle, mais aurait aussi été appelée jadis "Forêt Noire", couvre actuellement 1 040 hectares, à cheval sur la commune de Plédéliac et l'ancien commune de Pléven (désormais commune de Val-d'Arguenon). Elle a longtemps été divisée en deux, la partie nord-est appartenant aux Tournemine, seigneurs de la Hunaudaye et la partie sud-ouest, baptisée pour cette raison forêt de Saint-Aubin, dépendant de l'abbaye Saint-Aubin des Bois. Le manoir de Vaumadeuc (en Pléven) servait de rendez-vous de chasse aux sires de la Hunaudaye. La duchesse Anne, qui traversait la forêt, aurait été un moment arrêtée par un seigneur de la Hunaudaye.
On voit toujours dans cette forêt, le long de la route de Pléven à Lamballe, les restes de l'abbaye
Saint-Aubin des Bois. Cette partie de la forêt a conservé le nom "Bois de Saint-Aubin".
De l'autre côté du château de la Hunaudaye, mais dans le voisinage de cette forêt, se trouvait le prieuré Saint-Esprit des Bois, qui avait sa chapelle et sa fontaine de dévotion à laquelle les femmes se rendaient en pèlerinage si elles risquaient de "coiffer sainte Catherine".
C'est désormais une forêt domaniale gérée par l'Office national des forêts, propice aux balades et randonnées. C'est aussi une forêt propice à la chasse les jours autorisés et une ZNIEFF (Zone naturelle d'intérêt écologique, faunistique et floristique).

## Historique
Pierre de Dreux, duc de Bretagne, ne reconnaissant pas les droits d'Henri Ier sur ses terres en Penthièvre se les approprie en prétextant des droits de succession de son épouse Alix, en tant que petite fille de Conan IV. Pour consolider sa position dans cette région, il se serait appuyé sur Geoffroy et Olivier Tournemine, respectivement mari et fils d'Eline, elle-même sœur de Geoffroy Boterel III, comte de Penthièvre.
La terre de la Hunaudaye devient bannière en 1354 en raison de la fidélité de son seigneur au parti de Charles de Blois et devient baronnie en 1487 pour services rendus contre la France au cours de la Guerre folle; la baronnie comprenait la totalité de Plédéliac, Landébia, la majeure partie de Pléven, un bon morceau de Plestan, avec la fondation des églises de Plédéliac , Pléven et du prieuré du Saint-Esorit, sans compter les nombreuses paroisses et terres dépendant de la vicomté de Pléhérel, des seigneuries du Chemin-Chaussé, de Montafilant et de Plancoët.

### Les Tournemine
En 1214, Pierre de Dreux, donne la forêt de Lanmur (actuelle forêt de la Hunaudaye) à Olivier Tournemine, puis l'autorise, en 1220 à y construire le château-fort de la Hunaudaye et lui donne aussi la vicomté de Pléhérel.
Le but poursuivi avec l'édification de ce château était probablement de surveiller le Poudouvre (pays de Dinan) dont la frontière avec le Penthièvre (pays de Lamballe) était constituée par l'Arguenon, cours d'eau situé à deux kilomètres de là. Henri Ier d'Avaugour s'était en effet réfugié au Poudouvre et aurait pu envisager de récupérer ses terres.
Le château est édifié dans une cuvette marécageuse qui était occupée depuis le IVe siècle par un camp militaire gallo-romain[réf. nécessaire]. Il tirerait son nom de la proximité du village actuel de Saint-Jean, lequel est beaucoup plus ancien que lui, et se nommait alors la « ville de la Hunaudaye ».
L'origine de la maison Tournemine est assez controversée : 
- un mémoire du XVIe siècle évoque le soutien qu'aurait reçu Pierre de Dreux[Lequel ?] de la part d'un comte Édouard Tournemine pour se battre contre le roi de France ; Pierre de Dreux lui aurait alors donné en fief La Hunaudaye vers 1220 ;
- selon Augustin du Paz, Olivier Tournemine serait un descendant d'un chevalier anglais Édouard au surnom de Tournemine, venu aider Conan IV pour qu'il récupère le duché de Bretagne dont s'était emparé Eudes[12] ;
- Olivier Tournemine serait issu d'une  famille noble du Cantal toujours subsistante, la famille de Tournemire (douteux)[réf. nécessaire] ;

Avec la construction du château de la Hunaudaye, la famille entame une ascension sociale qui la mènera dans les hautes sphères du pouvoir. Elle demeurera propriétaire du château pendant trois siècles. Au XIIIe siècle les Tournemine adjoignent à La Hunaudaye un second fief à l'est de Lamballe.
Au cours des premiers temps, le château de la Hunaudaye ne semble pas avoir connu d'assauts. Ce n'est que durant la guerre de Succession de Bretagne (1341-1364) qu'il est attaqué pour la première fois. Cette guerre oppose deux grands seigneurs bretons qui se disputent la couronne ducale : d'un côté, l'armée de Jean de Montfort, bientôt soutenue par les Anglais, de l'autre, la famille de Penthièvre, alliée à la famille de Blois, et bientôt soutenue par les Français. À cette époque, la Bretagne constitue encore un duché autonome, et elle ne sera officiellement rattachée au domaine royal qu'en 1532. Le conflit entre les Montfort et les Penthièvre va se transformer en véritable guerre civile. Les Tournemine prennent le parti des Penthièvre. Leur château est alors attaqué par l'armée des Montfort et par les Anglais. Il ne résiste pas à l'assaut et est détruit. Les Tournemine paient un lourd tribut à cette guerre qui a ravagé toute la Bretagne. La famille y a perdu non seulement son fief, mais aussi trois de ses hommes.
Louis Moréri a rédigé en 1759 une biographie détaillée de l'ensemble des membres des différentes branches de la famille de Tournemine (la branche aînée fut seigneur de La Hunaudaye, mais plusieurs branches collatérales ont prospéré dont celle des Tournemine de La Guerche, seigneurs de La Guerche en Retz (son membre le plus connu fut François de Tournemine de La Guerche), celle de Camsillon, celle des seigneurs de Coëtmeur (en Landivisiau).
Pierre Tournemine, le cadet, est le seul à survivre à son père et à ses deux frères. C'est lui qui entame la reconstruction, à partir de 1367. Les travaux sont confiés à l'architecte de la Hersadaye et ne seront terminés qu'un peu plus d'un siècle plus tard, en 1474, après le décès de Gilles Tournemine. Un plan architectural d'ensemble est conçu, il tient compte des innovations militaires et donne au château sa forme actuelle : à la petite tour ouest et à la tour sud-est sont ajoutées trois nouvelles tours (sud-ouest, nord-ouest, nord) de taille similaire, ainsi que de nouvelles courtines. Les bâtiments d'habitation formaient trois ailes encore repérables aujourd'hui. Le château aurait possédé une chapelle privée desservie par un chapelain sans que les sources les signalant paraissent véritablement authentiques.
La reconstruction est longue, mais les travaux successifs respectent le plan prévu. Cette reconstruction est rendue possible dans une Bretagne florissante aux XVe et XVIe siècles. Le domaine de la Hunaudaye est érigé en baronnie en 1487 en faveur de François Tournemine (à ne pas confondre avec François de Tournemine de La Guerche). Dans le duché, les Tournemine prennent de l'importance. La famille fait désormais partie de l'entourage du duc. Missions politiques, militaires ou diplomatiques se succèdent pour les hommes de la famille. Les épouses sont nommées dames de compagnie des différentes duchesses. Les terres dépendant du château s'étendent sur plus de 80 paroisses. Le château est épargné par les troubles de la Ligue (1592-1598), les camps opposés ayant convenu d'une neutralité du château.

### Suite des seigneurs, et déchéance
À la fin du XVIe siècle, cependant, la famille Tournemine s'éteint dans une postérité sans garçon. Les différents propriétaires de la Hunaudaye se succèdent au gré des héritages. Ces familles poursuivent un temps l'aménagement du château ; les modifications apportées sont surtout faites dans un souci de confort et de décoration. Jeanne de la Motte-Vaucler épouse Sébastien de Rosmadec. Le nouvel escalier d'apparat lui est ainsi attribué. Leur fille unique Catherine épouse (vers 1630) Guy II de Rieux, dont la fille Jeanne-Pélagie se marie avec son cousin, Jean-Emmanuel de Rieux, 6e marquis d'Acérac. Le château est peu à peu délaissé, si bien que l'escalier construit par Rosmadec constituera la seule véritable modification apportée entre la fin du XVIe siècle et la Révolution française. En 1783, le château est vendu au marquis de Talhouët, 
Joseph de Talhouët de Boishorand, futur maire de Rennes.
Lors de la Révolution, le château est de nouveau détruit en 1793. Cette année-là, en effet, les Chouans parcourent le pays. Remontant vers le nord, ils viennent de passer la Loire et se dirigent vers la Bretagne. L'administration du district de Lamballe craint que la Hunaudaye ne leur serve de lieu de repli et en décide le démantèlement. Finalement, un groupe de révolutionnaires de Lamballe intervient plus ou moins légitimement et incendie le château. Le mobilier, les archives, les toitures et les planchers de bois disparaissent. Le pont-levis et les courtines sont abattus. Commence alors une longue période qui va s'étendre jusqu'au début du XXe siècle, durant laquelle le château est exploité comme carrière de pierres.

### La Première Guerre mondiale
En juin 1917 le maire de Merdrignac se plaignait que la propriétaire du château de La Hunaudaye emploie une équipe de prisonniers de guerre « pour abattre du bois pour son compte personnel depuis les premiers jours de mars et spéculer sur les prix exorbitants que se vendent les bois (...) au lieu que la municipalité de Merdrignac recherche à procurer au plus bas prix des bois aux malheureux de sa commune ».

### Une longue restauration

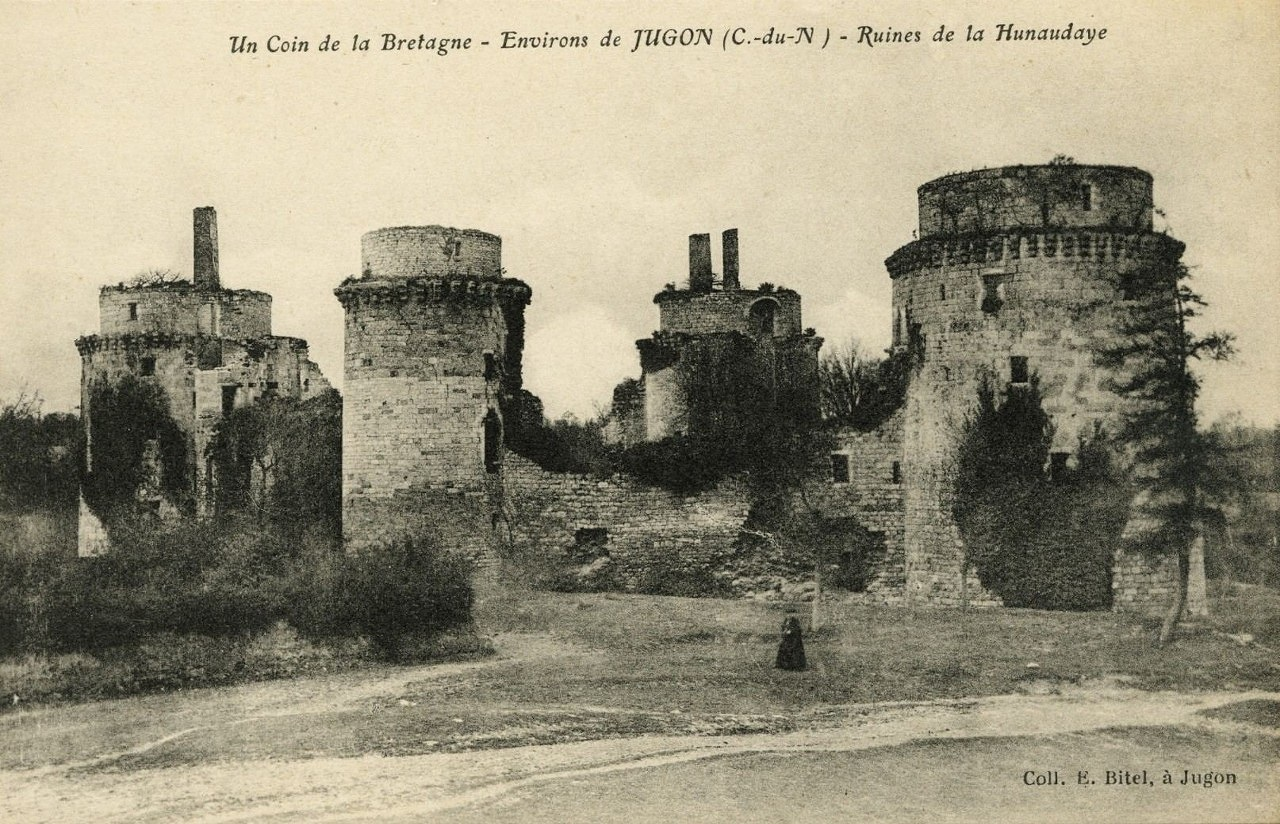
Les ruines du château de la Hunaudaye vers 1920 (carte postale).

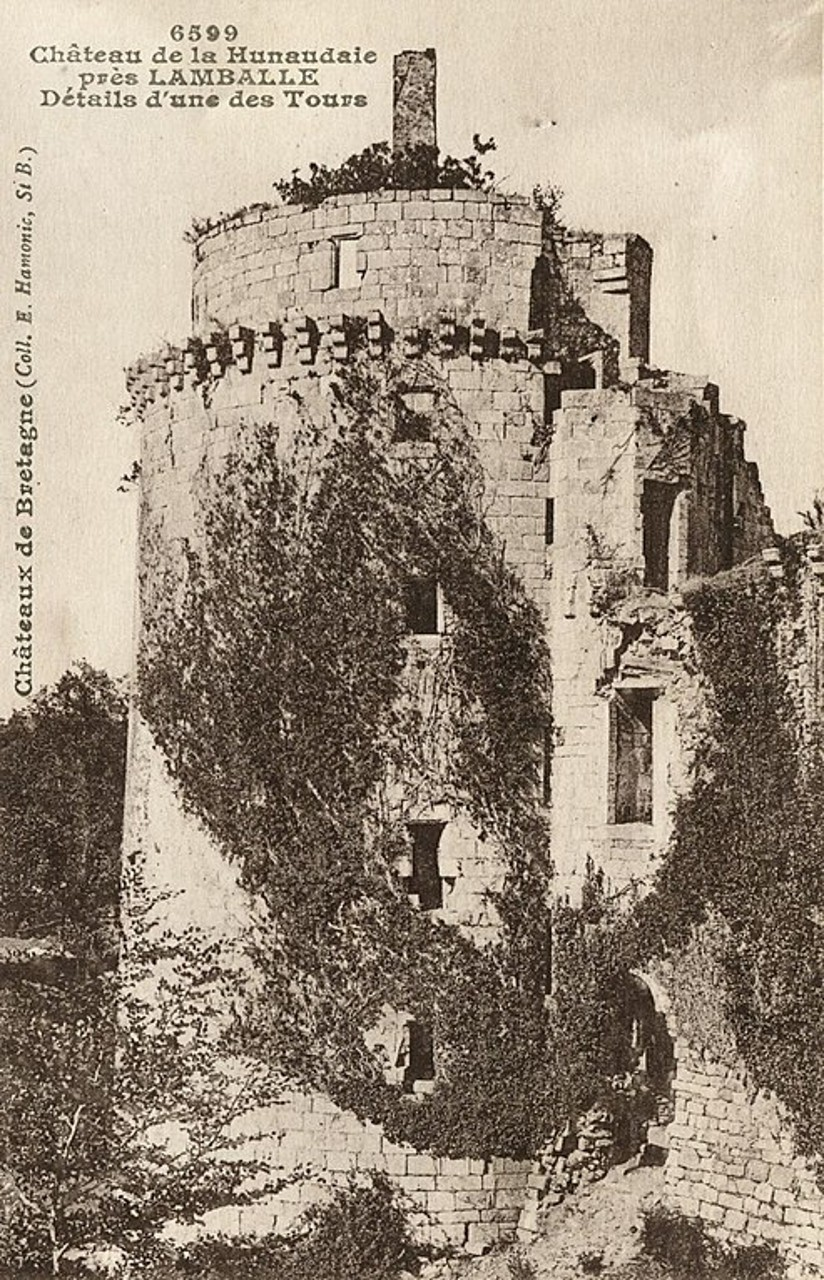
Les ruines du château de la Hunaudaye vers 1920 ; l'une des tours (carte postale Émile Hamonic).

Il est classé au titre des monuments Historiques en 1922 ; les parcelles l'entourant en 1930. En 1930, l'effondrement de la courtine nord et de la tour de la glacière pousse l'État à racheter le monument afin de mener à bien les travaux de conservation. Les premiers se font dans l'urgence dès 1932, après l'effondrement de la tour de la chapelle. Les maçonneries écroulées sont remontées et l'ensemble des murs est traité par des coulées de ciment. La cour est déblayée et la tour noire consolidée. Après la guerre, les travaux se poursuivent avec l'étaiement de la tour militaire en 1949, puis entre 1955 et 1962, la consolidation des maçonneries des cinq tours. Alors que les consolidations se poursuivent sans le caractère d'urgence qu'elles revêtaient lors des précédentes décennies, l'État entame à partir de 1968 la mise en sécurité du site, à la suite de la chute accidentelle d'un visiteur.
C'est aussi dans ces années que les douves sont déblayées. La tour de la chapelle est protégée d'une couverture en ciment armé. Depuis 1977, le château est géré, entretenu et mis en valeur par l'association du château de la Hunaudaye. La propriété du château passe de l'État (ministère de la Culture) au Conseil général des Côtes-d'Armor le 1er février 2008. Quelques aménagements sont alors effectués pour permettre l'ouverture du site au public, comme des sanitaires, ou trois salles dans la tour noire. Le pont-levis est reconstitué, sans son mécanisme.
Le château a bénéficié d'une campagne de restauration et d'aménagement entre 2005 et 2008.

## Description

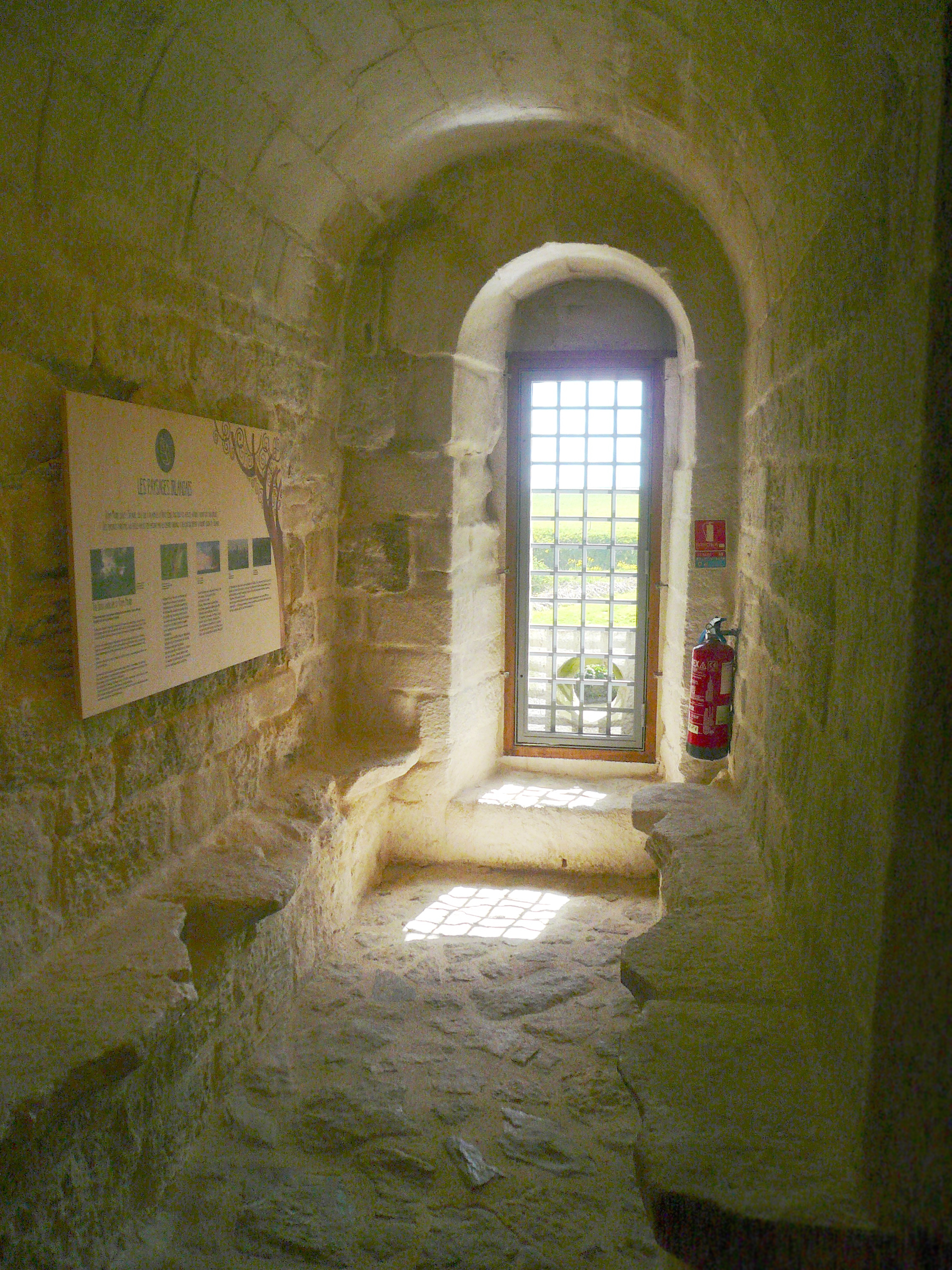

Construit au début du XIIIe siècle, le château, dépourvu de donjon, fut restauré à la fin du XIVe siècle. Il s'agit d'un château fort de plan pentagonal irrégulier, à cinq tours de flanquement circulaire, des XIIIe et XVe siècles, reliées par des courtines continues, à défense verticale, avec entrée à pont-levis, entouré de douves. Adossé aux courtines ouest, un logis, ruiné, possédait une salle avec une cheminée monumentale de 18 m de long ; il conserve les vestiges d'un escalier tournant à retours. La chapelle occupe l'étage supérieur de la tour sud-est. Les toitures, détruites lors de la Révolution, n'ont pas été restituées lors des restaurations successives du château.

## Archéologie
Plusieurs campagnes de fouilles archéologiques ont été menées de 1978 à 2002 par le Service Régional de l'Archéologie de Bretagne, plusieurs hypothèses ont pu être avancées :
- l'emplacement actuel du château aurait été originellement occupé par une motte entourée d'une enceinte fortifiée (palissades de bois et fossés)[18]. Cette position fortifiée aurait connu des améliorations, probablement au cours de deux phases d'extension[19], dont l'une aurait comporté la construction de tours polygonales sur lesquelles reposerait le château actuel[20] ;
- l'ancienne fortification est arasée au XIVe siècle et certains éléments auraient été réutilisés pour construire le château actuel[21].

En 2004, une étude d'archéobotanique, réalisée par le laboratoire d'anthropologie de l'Université de Rennes I permettait de reconstituer les paysages qui entouraient le château de la Hunaudaye à différentes époques. À l'Âge du fer, le paysage est essentiellement forestier (aulnes, frênes et saules dans les zones humides, chênes, noisetiers, bouleaux dans les parties mieux drainées). Durant la période gallo-romaine apparaissent les céréales, le lin et le chanvre. Au Moyen Âge, la couverture arborée diminue toujours, les proportions de chanvre et de lin s'accroissent (essor de l'industrie toilière dans la région). À l'Époque moderne, chanvre et lin diminuent au profit des espèces de prairies, le sarrasin apparait. Les pins ne sont détectables qu'au XIXe siècle (mise en valeur des landes).

## Visites
Depuis la réouverture, on peut donc découvrir le château à travers des visites guidées, notamment avec des tablettes équipées d'une application de réalité augmentée, des expositions, des conférences et spectacles. Un service pédagogique est aussi à la disposition des enseignants pour préparer leurs visites scolaires.

## Légende
Parmi les légendes locales, il est fait mention de la légende du « soufflou » (souffleur), surnom donné au prétendu fantôme de la Hunaudaye par les gens des environs[réf. nécessaire]. Le fantôme ferait entendre certains soirs aux vivants son râle mélancolique.

## Œuvres de fiction
Dans son roman Le Gerfaut des brumes, Juliette Benzoni met en scène Gilles de Tournemine, héritier fictif des propriétaires du château.